# Yehudi Menuhin
Yehudi Menuhin (født 22. april 1916 i New York, død 12. marts 1999 i Berlin) var en amerikansk violinist, der regnes for én af de største violinvirtouser i det 20. århundrede.
Hans familie stammede fra Homel i Hviderusland, og Yehudi blev født i New York, men voksede op i San Francisco. Menuhin gav sin første solokoncert i 1925 – i en alder af 9 år – og fik sit egentlige gennembrud fire år senere, da han i samarbejde med Berliner Philharmonikerne opførte violinkoncerter af både Johann Sebastian Bach, Johannes Brahms og Ludwig van Beethoven.Herefter var den musikalske verden åben for den unge Menuhin.
I 1963 grundlagde han sin egen violinskole i London og virkede desuden som dirigent, kulminerende med en ansættelse som chefdirigent i 1982 for Royal Philharmonic Orchestra. I 1977 udgav han sin selvbiografi "Min Ufuldendte Rejse".
I 1985 blev han britisk statsborger og har gennem livet modtaget en lang række hædersbevisninger, blandt andet Léonie Sonnings Musikpris i 1972. Yehudi Menuhin var gift to gange, senest med primaballerinaen Diana Gold.